# Aukammtal

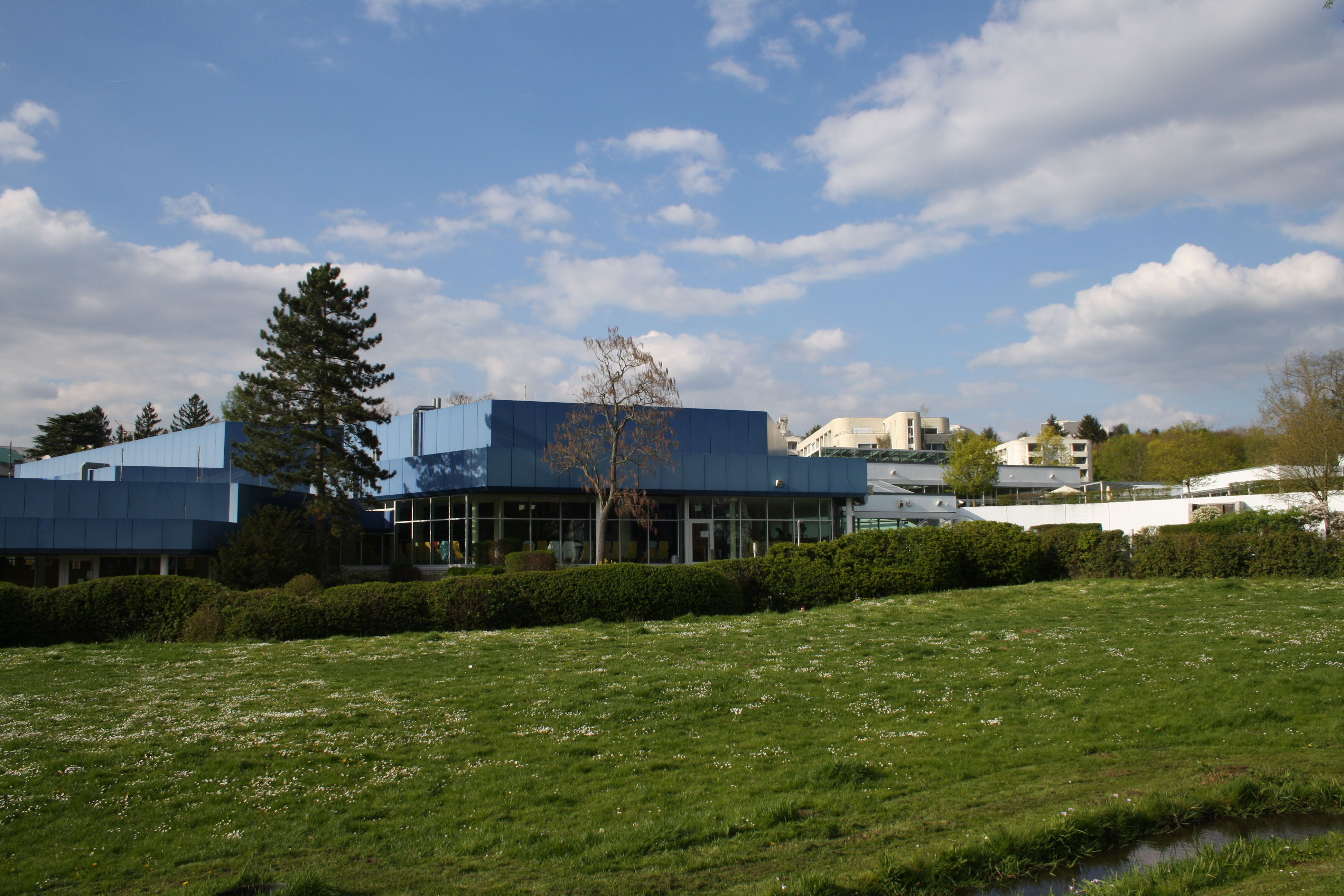
Vorne Aukammbach, Mitte Thermalbad

Die Aukammtal-Anlagen gehören zum Aukamm-Kurgebiet in Wiesbaden-Nordost und im östlichen Teil zu Wiesbaden-Bierstadt, Hessen.

## Beschreibung
Die Anlagen wurden in den 1970er-Jahren gebaut und mit großzügigen Rasenflächen, zahlreichen Einzelbäumen, teils exotischer Art, dem Aukammbach mit vielfältigen bachbegleitenden Staudenbeeten und einem breiten Hauptweg gestaltet. Der Aukammbach fließt in einem künstlich geschaffenen Bachlauf durch das modellierte Gelände. Stillwasserzonen wechseln sich mit fließenden Bereichen ab und an einigen Stellen plätschert das Wasser über Schwellen hinab Richtung Rambach. Durch die geschwungene Uferlinie und die abwechslungsreiche Uferbepflanzung entsteht der Eindruck eines natürlichen Gewässers. Da es hin und wieder ein paar kleine Fische gibt, lässt sich hier auch der Eisvogel blicken. Zahlreiche Nischen mit Sitzgelegenheiten direkt am Bach oder etwas höher am Weg laden zur stillen Erholung ein. Vor ein paar Jahren wurden Waschbetonelemente entfernt und eine Kneip-Wassertretanlage errichtet.
Im östlichen Teil ist eine auenwaldähnliche Landschaft mit Riedgras entstanden, deren schmale Wege mit Holzspänen den weichen Untergrund befestigen. Im Talgrund ging seit den 1950er-Jahren die intensive landwirtschaftliche sowie gartenbauliche Nutzung zurück und die Natur eroberte sich die Fläche zurück. Seit etwa 1990 wird das naturnahe Gelände durch systematische Pflegemaßnahmen renaturiert.
Am Ende des Tals wurde 1986 ein Apothekergarten angelegt, der von Mai bis Oktober kostenfrei zugänglich ist.

## Nähere Umgebung
Nördlich der Anlagen befinden sich private Sanatorien und Kliniken mit großzügigen Grünflächen und das öffentliche Thermalschwimmbad. Im Süden der Anlagen verläuft die Aukammallee parallel zum Talzug. Die Anlagen schließen direkt an die hinteren Kuranlagen im Rambachtal an und bilden so eine fußläufige Grünverbindung zwischen Kurhaus und Kurgebiet, beziehungsweise Wiesbaden-Bierstadt. Die Grenze der Stadtteile Sonnenberg, Nordwest und Bierstadt verläuft nördlich des Aukammtals.
Nördlich des östlichen Aukammtals befindet sich die Orangerie Aukamm mit gelegentlichen Cafébetrieb und ein Gartengebiet. Den Abschluss des Tals im Osten bildet der hohe Straßendamm der Bundesstraße 455 und eine amerikanische Sportanlage.